# Bartolomeo Burchelati
Bartolomeo Burchelati est un médecin, philosophe et littérateur italien.

## Biographie
Bartolomeo Burchelati naquit dans le Trévisan vers l’an 1548. Après avoir étudié en différentes universités, il passa dans celle de Padoue en 1572, y fut reçu docteur, et, au bout de quatre années d’un travail assidu, revint dans sa patrie, où il fut agrégé au collège de médecine, et bientôt chargé d’enseigner cette science. En 1585, il y fonda une académie qui d’abord prit le titre de Burchelata, du nom de son fondateur, et qui, par la suite, fut connue sous celui de Cospiranti. La plupart des académies d’Italie le comptèrent parmi leurs membres. Il ne s’en livrait pas avec moins d’ardeur et de capacité à sa profession de médecin. Il fut revêtu plusieurs fois des charges de conseiller, de proviseur, d’ancien, de président, etc., de cette faculté : il avait été, dès l’âge de vingt-six ans, nommé chevalier de l’Ordre de St-George. Les honneurs et les emplois dont il fut revêtu lui firent essuyer bien des traverses qu’il soutint avec courage. Il en fit lui-même la description dans le meilleur de ses ouvrages, intitulé : Commentariorum memorabilium historiæ Tarvisinæ, Trévise, 1616, in-4°. On y trouve un grand nombre de faits précieux pour l’histoire de sa patrie, où il mourut le 29 septembre 1632.

## Œuvres
On a de lui divers ouvrages en latin et en italien, en vers et en prose, dont une partie a été imprimée a part, et l’autre dans différents recueils. Les principaux, après celui dont on vient de parler, sont :
- Tyrocinia poetica, Padoue, en 2 parties, 1577 et 1378, in-4°.
- Charitas, sive Convivium dialogicum septem physicorum, etc., Trévise, 1595, in-4°. Ce sont des recherches sur les repas, les mets et le luxe de table des anciens , etc.
- Mediolanum, sive Itinerarium Hieronymi Bononii, senioris Tarvisinii, carmen epicum, Trévise, 1626, in-4°.
- Trattato degli spiriti di natura seconda Aristotile e Galeno, Trévise, 1591 , in-4°.
- Des poésies latines et italiennes éparses dans plusieurs recueils.